# 3C 191
3C 191 là một Chuẩn tinh nằm trong chòm sao Cự Giải.